# 田中達也 (1992年生のサッカー選手)
田中 達也（たなか たつや、1992年6月9日 - ）は、福岡県福岡市出身のプロサッカー選手、サッカー指導者。タイ・リーグ3・カスタムズ・ユナイテッドFCの監督兼選手。ポジションはミッドフィールダー。

## 来歴

### プロ入り前
アビスパ福岡U-15、東福岡高校を経て、2011年に九州産業大学に進学。2011年から2013年まで3年続けてJリーグ・ロアッソ熊本に特別指定選手として登録された。2011年8月27日、J2第22節・東京ヴェルディ戦にて途中交代でJリーグ公式戦に初出場した。特別指定選手時代にはJ2リーグ戦で通算4試合に出場した。2014年11月27日、翌シーズンからの熊本への新加入が発表された。

### ロアッソ熊本・FC岐阜
1年目の2015年シーズンは9月13日のJ2第31節・大分戦にて、後半アディショナルタイムに決勝点となるリーグ戦初得点をマークしたが、怪我に悩まされたこともあり途中交代の切り札としての起用が多く、リーグ戦での得点はこの試合のみに留まった。2016年、FC岐阜に期限付き移籍。前年と同じ1得点に終わりスタメンを確保するには至らなかった。
翌2017年、移籍期間満了により熊本に復帰。復帰1年目は21試合無得点に終わったものの、2018年シーズンは主に右WBとして開幕からレギュラーポジションを奪取。「J2屈指の突破力」と称され、熊本の攻撃のキーマンと位置づけられるようになる。シーズンを通して結果を残しリーグ戦全42試合に出場、キャリアハイである9得点11アシストと突出した成績を挙げた。

### ガンバ大阪
2019年、J1・ガンバ大阪に完全移籍。シーズン序盤は出場機会に恵まれなかったが、6月22日の湘南戦、29日の松本戦と2試合連続でスタメン出場し、松本戦ではファン・ウィジョの得点をアシストするなど チームの連勝に貢献した。

### 大分トリニータ
G大阪での出場機会を増やしていた田中であったが、大分トリニータから前年冬に続きオファーを受け移籍を決断。7月10日、完全移籍での大分加入が発表された。大分に選手登録された直後の第20節・川崎戦で早速左ウイングバックのポジションでスタメン出場を果たすと、試合には敗れたものの好パフォーマンスを見せそのままスタメンに定着。第32節・清水戦にて大分加入後及びJ1初となるゴールを記録した。翌2020年はウイングバックのほかシャドーのポジションでも起用されチーム最多の8得点を記録、得点を挙げた7試合は全勝した。

### 浦和レッズ
浦和レッズからオファーを受けると、憧れの人物（後述）がかつて所属したクラブであることや、新監督のリカルド・ロドリゲスの掲げる戦術に惹かれ、
移籍を即決。2021年に浦和へ完全移籍で加入した。4月25日、J1第11節古巣の大分戦で移籍後初ゴールを決めた。この恩返し弾が決勝点となり浦和の勝利に貢献した。

### アビスパ福岡
2022年、アビスパ福岡へ完全移籍で加入。福岡U-15在籍時以来、約14年ぶりの復帰となった。2023年、背番号を熊本在籍時以来となる14番に変更。

### ラーチャブリーFC
2024年夏、タイ・リーグ1のラーチャブリーFCに完全移籍。

### カスタムズ・ユナイテッドFC
2025年6月30日、監督兼選手としてタイ・リーグ3のカスタムズ・ユナイテッドFCに加入。

## エピソード

### 1982年生の田中達也との関係
同姓同名の著名人の一人として浦和レッズ、アルビレックス新潟、及び日本代表でプレーをした1982年生の田中達也が居る。92年生の田中も幼少期からの憧れの選手であることを公言しており、その影響で憧れのクラブは浦和レッズ、好きな背番号は「11番」であった。ロアッソ熊本への加入内定がリリースされた日は、同人物の誕生日であったことが話題となった。
2018年、82年生の田中の所属する新潟がJ2に降格したこともあり、初めて両者の対戦が実現。熊本ホームの第7節では82年生の田中に出場機会がなかったものの初対面を果たし、11月3日に行われた新潟ホームの第40節では2人とも先発出場し揃い踏みが実現した。
2021年にはかつて82年生の田中が在籍していた浦和へ移籍加入したが、自らの希望で背番号を82年生の田中が浦和時代に着用していた「11番」にした。

### ミニチュア写真家の田中達也との関係
ミニチュア写真家の田中達也から82年生の田中と初対面を果たした際のツイートをリツイートされた際、作品が写っているカレンダーを使用していることを明かした。

### アビスパ福岡との関係
アビスパ福岡U-15からU-18チームへの昇格を見送られた事について、「恨んでいました。プロになって（アビスパからの）オファーを断るというのがモチベーションになるぐらい」と当時の心境を語っている。しかし熊本で出場機会を得るようになって以降は心境が変化し、2021年オフに福岡からオファーを受けた際には「嬉しい気持ちしかなかった」と語っている。

## 所属クラブ
- 1999年 - 2004年 Y-EASTフットボールクラブ
- 2005年 - 2007年 アビスパ福岡U-15
- 2008年 - 2010年 東福岡高等学校
- 2011年 - 2014年 九州産業大学
  - 2011年 - 2013年  ロアッソ熊本（特別指定選手）
- 2015年 - 2018年  ロアッソ熊本
  - 2016年  FC岐阜（期限付き移籍）
- 2019年 - 同年7月  ガンバ大阪
- 2019年7月 - 2020年  大分トリニータ
- 2021年  浦和レッズ
- 2022年 - 2024年7月  アビスパ福岡
- 2024年7月 - 2025年6月  ラーチャブリーFC
- 2025年7月 -  カスタムズ・ユナイテッドFC（監督兼選手）

## 個人成績
| 国内大会個人成績 | 国内大会個人成績 | 国内大会個人成績 | 国内大会個人成績 | 国内大会個人成績           | 国内大会個人成績 | 国内大会個人成績 | 国内大会個人成績 | 国内大会個人成績 | 国内大会個人成績 | 国内大会個人成績 | 国内大会個人成績 |
| 年度             | クラブ           | 背番号           | リーグ           | リーグ戦                   | リーグ戦         | リーグ杯         | リーグ杯         | オープン杯       | オープン杯       | 期間通算         | 期間通算         |
| 年度             | クラブ           | 背番号           | リーグ           | 出場                       | 得点             | 出場             | 得点             | 出場             | 得点             | 出場             | 得点             |
| 日本             | 日本             | 日本             | 日本             | リーグ戦                   | リーグ戦         | リーグ杯         | リーグ杯         | 天皇杯           | 天皇杯           | 期間通算         | 期間通算         |
| ---------------- | ---------------- | ---------------- | ---------------- | -------------------------- | ---------------- | ---------------- | ---------------- | ---------------- | ---------------- | ---------------- | ---------------- |
| 2011             | 熊本             | 34               | J2               | 3                          | 0                | -                | -                | -                | -                | 3                | 0                |
| 2013             | 熊本             | 29               | J2               | 1                          | 0                | -                | -                | -                | -                | 1                | 0                |
| 2015             | 熊本             | 19               | J2               | 10                         | 1                | -                | -                | 1                | 1                | 11               | 2                |
| 2016             | 岐阜             | 34               | J2               | 18                         | 1                | -                | -                | 1                | 0                | 19               | 1                |
| 2017             | 熊本             | 14               | J2               | 21                         | 0                | -                | -                | 1                | 0                | 22               | 0                |
| 2018             | 熊本             | 14               | J2               | 42                         | 9                | -                | -                | 1                | 0                | 43               | 9                |
| 2019             | G大阪            | 6                | J1               | 8                          | 0                | 6                | 2                | 1                | 0                | 15               | 2                |
| 2019             | 大分             | 50               | J1               | 15                         | 1                | -                | -                | -                | -                | 15               | 1                |
| 2020             | 大分             | 11               | J1               | 33                         | 8                | 1                | 0                | -                | -                | 34               | 8                |
| 2021             | 浦和             | 11               | J1               | 28                         | 4                | 10               | 0                | 3                | 0                | 41               | 4                |
| 2022             | 福岡             | 39               | J1               | 24                         | 1                | 6                | 1                | 2                | 0                | 32               | 2                |
| 2023             | 福岡             | 14               | J1               | 8                          | 0                | 6                | 0                | 3                | 0                | 17               | 0                |
| 2024             | 福岡             | 14               | J1               | 1                          | 0                | 2                | 0                | 0                | 0                | 3                | 0                |
| タイ             | タイ             | タイ             | タイ             | リーグ戦                   | リーグ戦         | リーグ杯         | リーグ杯         | FA杯             | FA杯             | 期間通算         | 期間通算         |
| 2024-25          | ラーチャブリー   | 7                | T1               |                            |                  |                  |                  |                  |                  |                  |                  |
| 通算             | 日本             | 日本             | J1               | 117                        | 14               | 30               | 3                | 9                | 0                | 147              | 17               |
| 通算             | 日本             | 日本             | J2               | 95                         | 11               | -                | -                | 4                | 1                | 99               | 12               |
| 通算             | タイ             | タイ             | T1               | \|\|\|\|\|\|\|\|\|\|\|\|\| |                  |                  |                  |                  |                  |                  |                  |
| 総通算           | 総通算           | 総通算           | 総通算           | 212                        | 25               | 30               | 3                | 13               | 1                | 256              | 29               |

- 2011-2013年は特別指定選手（2012年は公式戦出場無し）
- Jリーグ初出場 - 2011年8月27日 J2第26節 vs東京ヴェルディ（国立競技場）
- 公式戦初得点 - 2015年8月29日 天皇杯1回戦 vs福岡大学（熊本市水前寺競技場）
- Jリーグ初得点 - 2015年9月13日 J2第31節 vs大分トリニータ（大分銀行ドーム）
- タイ・リーグ1初出場・初得点 - 2024年8月11日 第1節 vsナコーンパトム・ユナイテッドFC（ドラゴン・ソラー・パーク）

## 選抜歴
- 2011年 - 2014年 九州大学選抜

## タイトル

### クラブ
浦和レッズ
- 天皇杯 JFA 全日本サッカー選手権大会：1回（2021年）

アビスパ福岡
- Jリーグカップ：1回（2023年）